# Тодор Чепреганов (историк)
Вижте пояснителната страница за други личности с името Тодор Чепреганов.
Тодор Чепреганов (на македонска литературна норма: Тодор Чепреганов) е историк от Северна Македония, научен съветник и директор на Института за национална история в Скопие.

## Биография
Тодор Чепреганов е роден на 20 септември 1955 година в град Щип, тогава във Федерална Югославия. Завършва основно образование в родния си град, гимназия в Скопие, а през 1979 година завършва история в Скопския университет. Завършва магистратура през 1989 година на тема „Отгласът на освободителната война и революцията в Югославия в американския печат (1941-1945)“. Докторантура защитава в Скопския университет през 1993 година на тема „Великобритания и Македонския въпрос в светлината на международните отношения (1944-1949)“. Между 1995 и 2000 година преподава история на балканските народи по програмата „Study Abroad at UKIM“. От 1998 година е член на Института за национална история, същевременно е член на редакциите на научни списания, на комисии към Министерството на образованието и науката в Република Македония.
Към 2010 година има публикувани 36 монографии, сборници с документи и учебници, както и над 50 статии в домашни и международни списания. Участвал е в над 80 научни конференции.
Неговият роднина Анастас Чепреганов е български учител в родния си град Щип между 1874 и 1883 година. Друг негов роднина Тодор Чепреганов е ктитор на храма „Св. Троица“.